# Kristina Lugn
Gunhild Bricken Kristina Lugn est une poétesse et dramaturge suédoise née le 14 novembre 1948 à Skövde dans le Västergötland et morte le 9 mai 2020 à Stockholm. 

## Biographie
Après ses études, Kristina Lugn se consacre entièrement à la poésie, au théâtre et à la critique littéraire. Depuis 1972, elle a publié sept recueils de poèmes d'inspiration néoromantique. Dans les années 1990, Lugn devient l'une des auteurs dramatiques les plus populaires de Suède. Ses pièces ont notamment été jouées au Théâtre Royal de Suède, au Stadtsteater de Stockholm, au Teater Brunnsgatan Fyra (très apprécié par le public suédois) puis à Édimbourg et New York. Son théâtre traite généralement, avec ironie, cynisme et humour noir de thèmes quotidiens et universels parmi lesquels la solitude, la dépression, la mort et la crise de la quarantaine.
Depuis 1997, elle dirige la programmation du Teater Brunnsgatan Fyra à Stockholm, théâtre indépendant créé par le comédien Allan Edwall. En 1999, elle obtient le prix Selma Lagerlöf.
Son patronyme « Lugn » signifie également « calme » en suédois : un double sens dont elle joue souvent avec humour.
Le 20 décembre 2006, elle est élue à l'Académie suédoise en remplacement de Lars Gyllensten au fauteuil no 14.